# Tibellus oblongus
Tibellus oblongus es una especie de araña cangrejo del género Tibellus, familia Philodromidae. Fue descrita científicamente por Walckenaer en 1802.

## Distribución
Esta especie se encuentra en América del Norte, Bolivia, Europa, África del Norte, Turquía, Israel, Cáucaso, Rusia (de Europa al Lejano Oriente), Kazajistán, Irán, Asia Central, Mongolia, China, Corea y Japón.